# Domenico Pompili
Domenico Pompili (* 21. května 1963, Řím) je italský římskokatolický duchovní a biskup Verony.

## Život
Narodil se 21. května 1963 v Římě.
Vstoupil do kněžského semináře. Po teologickém a filozofickém studiu byl 6. srpna 1988 biskupem Luigim Belloli vysvěcen na kněze a inkardinován do diecéze Anagni-Alatri. Stal se sekretářem biskupa a ředitelem diecézního úřadu pro sociální komunikaci. Roku 1990 získal na Papežské univerzitě Gregoriana licenciát a roku doktorát 2001 z morální teologie. Od roku 2000 působil jako biskupský vikář pro pastoraci a jako ředitel úřadu pro kulturu. Byl také farářem konkatedrály v Alatri.
Vyučoval morální teologii na teologickém institutu v Anagni.
Od roku 2005 působil v administrativě Italské biskupské konference. O dva roky později začal vést národní úřad pro sociální komunikaci při biskupské konferenci. Dne 28. ledna 2009 byl jmenován podsekretářem konference.
Dne 15. května 2015 jej papež František jmenoval biskupem Rieti. Biskupské svěcení přijal 5. září z rukou kardinála Angela Bagnasca a spolusvětiteli byli biskup Delio Lucarelli, biskup Lorenzo Loppa, biskup Nunzio Galantino a biskup Lorenzo Chiarinelli. V biskupské konferenci dostal na starost kulturu a sociální komunikaci. Dne 2. července 2022 byl ustanoven biskupem Verony.